# Patricio Manns
Iván Patricio Eugenio Manns de Folliot, más conocido como Patricio Manns (Nacimiento, 3 de agosto de 1937-Viña del Mar, 25 de septiembre de 2021) fue un cantautor y escritor chileno, destacado representante de la llamada Nueva canción chilena.
En 2011 ganó la competición folclórica del LII Festival Internacional de la Canción de Viña del Mar con la canción «De Pascua Lama», interpretada por Valentina Sepúlveda y Diapasón Porteño.

## Biografía

### Infancia y juventud
De padre suizo-alemán, Gonzalo Oswaldo Manns Ihl (1909-1992) y madre francesa, Jersey de Foilliot (1912-1988), Manns estudió en la ciudad de Angol, en el actual Liceo Bicentenario de Excelencia Enrique Ballacey Cottereau.
A los catorce años publicó por primera vez sus poemas en el diario El Colono de Traiguén, iniciando una carrera como escritor que se prolongaría a lo largo de su vida. En 1963 escribió su primera novela, Parias en El Vedado, que reescribió años después con el título La noche sobre el rastro, ganando con ella el premio Alerce, de la Sociedad de Escritores de Chile, en 1967.
En su juventud desempeñó los más diversos oficios: capataz de obras, minero del carbón en Lota, reportero para el diario La Patria, en Concepción y formador de la radio de la oficina salitrera de María Elena, en pleno desierto de Atacama. 
A principios de los años sesenta se trasladó a Santiago en donde continuó con su labor periodística. Además, se probó en el Club Universidad de Chile, donde quedó como arquero junto a Adolfo Nef, mas no pudo continuar su carrera futbolística debido a que la dirigencia lo hizo elegir entre el fútbol y la música, eligiendo Manns continuar su carrera musical.

### Inicios en la música
Se inició como compositor en 1959 con «Bandido», canción que es grabada en Argentina en 1962 por Los Trovadores del Norte y en Chile por Los Cuatro Cuartos. Pero fue con «Arriba en la cordillera» (1965) con la que logró el reconocimiento masivo, especialmente cuando fue editada en el exitoso álbum Entre mar y cordillera, de 1966. En 1965 fundó junto con Rolando Alarcón y los hermanos Parra, una peña en la calle Carmen 340 ―más conocida como la Peña de los Parra―, a la que se sumó algunos meses más tarde Víctor Jara, forjando los cimientos fundacionales del movimiento de la nueva canción chilena. Manns participó activamente de las extensas jornadas de itinerancia artística denominada Chile, Ríe y Canta que se realizaban por todo el país y que eran organizadas por René Largo Farías. De esta época inicial fue también su obra El sueño americano (1966), una de las primeras cantatas que se conocen en América Latina, que describe, a partir de la conjunción de varios patrones rítmicos característicos de diversas regiones del continente sudamericano, los avatares de la historia americana, y que Manns grabó con el conjunto Voces Andinas en un álbum de 1967. En 1968 compuso la canción «El cautivo de Tiltil» que fue interpretado por la cantante y folclorista Silvia Urbina Este álbum llevó por título ¡El folclore no ha muerto, mierda! y fue grabado ese mismo año. Sin embargo la canción fue grabada por Manns en 1990.
Desde su doble faceta de músico y periodista colaboró activamente en las campañas presidenciales de 1964 y 1970, siendo esta última la que llevó a Salvador Allende a la presidencia de la República representando a la Unidad Popular. De esta época fue su disco Patricio Manns (1971), en donde aparece una de las composiciones más bellas de su obra musical, «Valdivia en la niebla», y la premonitoria «No cierres los ojos». Este disco fue dirigido por Luis Advis y acompañaron a Manns, Inti-Illimani, Los Blops, la Orquesta Sinfónica de Chile y la Orquesta Filarmónica de Santiago.

### La vida en el exilio
El golpe militar en contra del Gobierno de Salvador Allende lo sorprendió en Chile. Tras la mediación diplomática internacional logró salir del país rumbo a Cuba. En 1973 se inició  la vida en el exilio para Patricio Manns. Durante su estadía en la isla, compuso y grabó acompañado de la Orquesta Sinfónica de Cuba «Cuando me acuerdo de mi país» y otras canciones que figuran en su LP Canción sin límites. Colaboró junto a Humberto Solás en el guion de la película La cantata de Chile (1976) y escribió los versos para la música de Leo Brouwer que da nombre al título de la película. De Cuba viajó a Francia en donde se estableció y fundó el grupo Karaxú en 1974, continuando con sus colaboraciones artísticas con Cuba. Desde su destierro, Manns inició su combate contra la dictadura, siendo portavoz de la resistencia chilena, lo que se plasma en sus producciones discográficas Canción sin límites (1977) y con mayor fuerza tal vez en Chants de la résistance populaire chilienne (1974). En esta etapa del exilio en Europa, en 1979 conoció a su esposa, Alejandra Lastra, y se mudó con ella al Camino de Tavernay, en Ginebra. A ella le compuso la célebre «Balada de los amantes del camino de Tavernay» (1985).
Tal como dice el musicólogo Juan Pablo González: «En sus 17 años de exilio, (fueron 27) Patricio Manns estableció junto a Horacio Salinas una de las duplas creadoras más fructíferas de la historia de la música chilena», relación que comenzó a plasmarse en la obra del conjunto Inti-Illimani en composiciones como «Retrato» o «Vuelvo» (ambas de 1979). De esta época de trabajo junto a Salinas, se encuentra la veta originaria de canciones que con el tiempo se transformaron en verdaderos emblemas del repertorio popular latinoamericano como «El equipaje del destierro», «Palimpsesto» (1981), «Cantiga de la memoria rota» (1985) y junto a José Seves y Salinas «Samba landó». Posteriormente vendrán otras como «Medianoche» (1996) o «La fiesta eres tú» (1998).
En 1983 se mudó a Trez Vella (en Echenevex, cerca de la frontera franco-suiza).[cita requerida] Esta etapa del exilio de Manns alcanzó un alto punto creativo con el Concierto de Trez Vella, pieza que contó con los arreglos de Alejandro Guarello y que grabó junto a Inti-Illimani en 1985. Ese mismo año, Ediciones Michay publicó en España su novela Actas del Alto Bío Bío.
Fue vocero del Frente Patriótico Manuel Rodríguez para Europa, dio giras por el continente explicando la labor que este realizaba contra la dictadura en Chile.
La obra con Inti-Illimani quedó plasmada en dos álbumes, Con la razón y la fuerza, de 1982 y La muerte no va conmigo, de 1986.

### Retorno a Chile
Manns inició su primer reencuentro físico con Chile en agosto de 1990, cuando tras 17 años de exilio, le levantaron la prohibición de entrar al país, al igual que a su compañera, Alejandra Lastra. presentándose en una gira por el país, que tuvo su punto de partida el 23 de agosto en el Teatro Teletón y el 24 en el Estadio Chile (hoy Estadio Víctor Jara). Aprovechando su breve paso por Santiago, presentó sus memorias literarias: Actas del cazador en movimiento.
En las pantallas de TVN, interpretó por primera vez en la televisión nacional del suelo natal, su desgarrador «Cuando me acuerdo de mi país» ante la emoción del público asistente en el estudio del canal al igual que la emoción contenida de los televidentes del país. De esa gira por Chile, que abarcó Santiago, Concepción, Valparaíso y Viña del Mar, Manns dirá: «Por ahora se cumplió la primera prioridad: poner el pie en Chile de nuevo». El segundo paso, el retorno definitivo, solo se consolidó en 2000, cuando decidió radicarse en Chile, en las cercanías del balneario de Concón. Por el mismo canal público TVN, la cantante española Massiel pidió su regreso, mencionando el título de una de sus canciones emblemáticas, «Arriba en la cordillera».

### Últimos trabajos
La relación musical creativa con Horacio Salinas prosiguió con las obras interpretadas por Inti-Illimani, tituladas La rosa de los vientos (1999) y Cantares del mito americano, obra inédita estrenada en el Teatro Municipal de Viña del Mar en 2001.
En noviembre de 2003 se produjo el lanzamiento de la primera producción discográfica de canciones de Salinas Remos en el agua donde se retomó la colaboración con Manns.
Participó también en el DVD del Inti-Illimani liderado por Jorge Coulon, Lugares comunes, grabado en directo, en la pista de ceniza del court central del Estadio Nacional de Chile, y compone junto a Manuel Meriño la ya célebre «Vino del mar», que apareció en el disco Lugares comunes de Inti-Illimani.
Al cumplirse los 400 años de la fundación de la ciudad de Nacimiento en diciembre de 2003, Patricio Manns fue nombrado hijo ilustre de dicha ciudad.[cita requerida]
Su producción discográfica titulada Allende: la dignidad se convierte en costumbre (Alerce) fue lanzada en el Estadio Nacional en el homenaje al derrocado presidente chileno Salvador Allende, en septiembre de 2003.
En 2005 grabó con el Ulli Simon Ensamble en Alemania, mientras en 2006 colaboró en la creación de canciones para los CD Pequeño mundo de Inti-Illimani (facción Coulon, donde se destaca la creación paralela y transversal de «Vino del mar», «Noviembre») y Esencial de Inti-Illimani Histórico, así como en un CD de rancheras y corridos para una producción musical del Banco Estado. Fuera de eso, su composición fue especialmente relevante cuando explora las baladas y boleros en el álbum Porque te amé, grabado acompañado del grupo Parabelum en 1999, fue ampliamente valorado en países como México, Perú y Chile.
El 21 de abril de 2007 participó de un encuentro de trovadores latinoamericanos en Lota, en el cual estuvo junto a cantautores de Argentina, Chile, Cuba y Perú. Allí se reencontró con el público que lo vio crecer como artista.
En 2008, la Universidad de Playa Ancha lo presentó al Premio Nacional de Artes Musicales de Chile y también, junto con las universidades argentinas Nacional de San Juan y de la Patagonia San Juan Bosco y un grupo de reconocidos poetas de ambos países, al de Literatura.
En noviembre de 2009, la Orquesta Sinfónica y el Coro de la Universidad de Concepción estrenaron en el teatro de esa casa de estudios Patricio Manns Sinfónico, obra en la que los arreglos musicales estuvieron a cargo de Guillermo Rifo, Carlos Zamora y Mario Villalobos, bajo la dirección general de Guillermo Riffo. 
El 9 de diciembre de 2009 recibió el Premio Presidente de la República, Mención Música de raíz folclórica, de manos de la presidenta Michelle Bachelet en el Palacio de La Moneda, quien declaró: 

Patricio Manns es sin duda uno de los más grandes creadores. Poeta y músico, es un artista de enorme estatura, sus canciones han traspasado las fronteras generacionales, culturales y sociales. Escribiendo composiciones que se entonan casi inconscientemente y han adquirido vida propia. Son parte de nuestra memoria musical.

En 2011 recibió el Premio Altazor de las Artes Nacionales por su disco La tierra entera, considerado «el mejor disco de raíz folclórica, grabado en 2010».
El 27 y 28 de diciembre de 2012, cantó con el Inti-Illimani Histórico en el Teatro Nescafé de las Artes durante los festejos de los 45 años del grupo musical, con el que siguió realizando proyectos como lo demuestra el disco Canta a Manns (2014).
Desde 2010 recorrió el país cantando acompañado de sus músicos: Enzo Godoy en la guitarra, Iván Rodríguez en el bajo, Eduardo Acuña en el piano y Jorge Rosas en la percusión.
En 2011, su canción «De Pascua Lama» ganó el premio a la mejor canción de Raíz Folclórica del Festival Internacional de la Canción de Viña del Mar.
En 2017, la editorial Hueders publicó Hemos hecho lo querido y hemos querido lo hecho, conversaciones entre Salinas y Manns.

### Últimos años y muerte
En los últimos años empezaba a sufrir fuertes descompensaciones cardiacas que lo dejaban en mal estado y fruto de esta fuerte descompensación, en la mañana del 25 de septiembre del 2021, falleció.

### Vida personal
Durante su vida, Manns tuvo seis hijos con distintas parejas: Jorge Patricio, Frances Montserrat, Liselotte, Iván Patricio, Ian Alezander y Luciano.

## Discografía

### Álbumes de estudio
La siguiente es una discografía parcial de Patricio Manns como intérprete:
- 1965: Entre mar y cordillera
- 1966: El sueño americano (con Voces Andinas).
- 1967: ¡El folclore no ha muerto, mierda! (con Silvia Urbina).
- 1968: La hora final
- 1971: Patricio Manns
- 1974: Chants de la résistance populaire chilienne (con Karaxú).
- 1977: Canción sin límites (con la orquesta EGREM de Cuba).
- 1982: Con la razón y la fuerza o La araucana (con Inti-Illimani).
- 1986: La muerte no va conmigo (con Inti-Illimani).
- 1998: Porque te amé
- 2003: Allende: la dignidad se convierte en costumbre
- 2010: La tierra entera
- 2016: La emoción de vivir

### Álbumes en directo
- 1975: Karaxú Live (con Karaxú).
- 1983: Itinerario de un retorno (en México).
- 1990: Patricio Manns en Chile (en Chile).
- 2000: América, novia mía

### Álbumes recopilatorios
- 1983: Cuando me acuerdo de mi país
- 1999: Arriba en la cordillera
- 2015: Patricio Manns, legado de trovadores

### Colectivos
- 1965: La peña de los Parra
- 1966: Todo el folklore, vol. 2
- 1969: 50 años de lucha
- 1972: Chile pueblo
- 1977: Canto a la revolución de octubre
- 1978: Desde Chile resistimos
- 198?: Chile ríe y canta
- 1997: ¡El Che vive!

## Filmografía
| Año  | Título              | Rol                         | Notas                   | Ref.   |
| ---- | ------------------- | --------------------------- | ----------------------- | ------ |
| 1965 | Por la tierra ajena | Música                      | Cortometraje documental | [ 21 ] |
| 1976 | Actas de Marusia    | Basada en su libro homónimo | Largometraje de ficción | [ 22 ] |

## Literatura
Su creación abarca diversos géneros, desde la novela histórica hasta el periodismo (La revolución de la escuadra, 1971, donde narra los sucesos acaecidos durante la Sublevación de la Escuadra de Chile en 1931), los ensayos y la dramaturgia, y ha editado más de una treintena de libros. La estructura excepcional de sus textos lo han convertido en objeto de estudio en distintas escuelas literarias y universitarias de Europa y Sudamérica, sobre todo por el hilo conductor de su técnica literaria y estilo puro y propio. Tanto es así, que sus letras lo posicionan entre los grandes literatos latinoamericanos, en cuanto ampliación del idioma, léxico y composición.

### Novelas
- 1967: De noche sobre el rastro
- 1972: Buenas noches los pastores (reeditado en 2000).
- 1974: Actas de Marusia
- 1985: Actas del Alto Bío Bío
- 1988: Actas de muerteputa
- 1992: De repente los lugares desaparecen
- 1996: Cavalier seul
- 1996: El corazón a contraluz (reeditado en Chile en 2012).
- 1998: Memorial de la noche
- 1999: El desorden en un cuerno de niebla
- 2000: Buenas noches los pastores
- 2001: La tumba del zambullidor
- 2004: La vida privada de Emile Dubois
- 2006: Diversos instantes del reino
- 2010: El lento silbido de los sables
- 2013: La conjetura escita
- 2014: Música prohibida

### Poemas
- 1995: Memorial de Bonampak. Brosquil (España): Cuarto Propio, 2003.
- 2004: Cantología (reeditado en 2005 y 2012 por Editorial Catalonia. Contiene los textos de todas sus canciones hasta la fecha de su edición).
- 2014: Los dolores del miembro fantasma, Editorial LOM. Reeditado.

### Ensayos
- Las grandes masacres
- Los terremotos chilenos (1)
- Los terremotos chilenos (2)
- Grandes deportistas
- Breve síntesis del movimiento obrero
- Notas sobre el patriota Manuel Rodríguez Erdoyza
- Violeta Parra: la guitarra indócil
- Francisco Coloane, el solitario narrador del fiordo
- Actas del cazador en movimiento
- Chile: una dictadura militar permanente (1811-1999)
- La revolución de la escuadra

## Premios y reconocimientos
Patricio Manns fue ampliamente reconocido en su doble y prolífica faceta de músico y literato. Es una de las figuras consulares del movimiento de la música popular chilena gestado en los años sesenta, constituyéndose en un nexo fundamental entre ese movimiento conocido como la nueva canción chilena y la historia musical reciente. Como literato, se ha desarrollado en el ámbito de la poesía, el ensayo, la novela y el teatro, recibiendo el Premio Alerce de la SECH (1967), el Premio Municipal de Literatura (1973, entregado en 1998), la Beca Guggenheim de Literatura (1988). En 1996, su novela Cavalier seul (El corazón a contraluz) fue seleccionada como una de las tres mejores novelas francesas o extranjeras publicadas en ese año en Francia, y recibió el premio Prix Rhône Alpes. Además recibió el Premio del Consejo del Libro y la Lectura (2001) por sus cuentos reunidos en La tumba del zambullidor, publicado por editorial Sudamericana.

### Otras distinciones
- Premio Municipal de Literatura de Valparaíso 2005 por el conjunto de su obra literaria
- La Sociedad Chilena del Derecho de Autor (SCD) lo distingue en 2006 como «figura fundamental de la música chilena»; el mismo año el Consejo Chileno de la Música le otorga la Medalla de la Música
- Hijo ilustre de Nacimiento, su ciudad natal, de Bremen (Alemania) y de Concón (2015)[24]
- La Universidad de Playa Ancha lo presentó al Premio Nacional de Artes Musicales de Chile en 2006 y 2008
- Las universidades argentinas Nacional de San Juan y de la Patagonia San Juan Bosco, junto con la de Playa Ancha y un grupo de conocidos poetas de ambos países lo presentaron al Premio Nacional de Literatura de Chile.
- «Arriba en la cordillera» (1965) es elegida como «La mejor canción chilena de todos los tiempos» en el cuadragésimo Festival de Olmué, enero de 2009
- Premio a la Música Nacional Presidente de la República, entregado el 9 de diciembre de 2009 por Michelle Bachelet

Patricio Manns es, sin duda, uno de nuestros más grandes creadores. Poeta y músico, novelista también, es un artista de enorme altura, cuyas canciones han traspasado las fronteras generacionales, culturales y sociales.
Michelle Bachelet

- La Universidad de Playa Ancha volvió a presentarlo en 2010 a los premios nacionales de Música y de Literatura; lo mismo hace la Cátedra de Literatura Hispanoamericana II del Departamento de Letras de la Facultad de Filosofía, Humanidades y Artes de la Universidad de San Juan, Argentina (entre otros).
- Premio Altazor 2011 por su disco La tierra entera, considerado el mejor álbum de música popular grabado en 2010[25][26][27]
- «De Pascua Lama», canción en defensa de los glaciares contra el proyecto Pascua Lama, interpretada por Valentina Sepúlveda junto al grupo Diapasón Porteño, triunfó en el Festival Internacional de la canción de Viña del Mar 2011; Manns obtuvo la Gaviota de Plata como ganador de la competición folclórica.[17]
- Homenaje a la trayectoria por la Asociación de Comunicadores Hispanoamericanos, ADC.[28]
- Orden al Mérito Docente y Cultural Gabriela Mistral (2018)[29]
- El 25 de septiembre del 2021 la municipalidad de Concón decreto duelo comunal de 3 días por la muerte de Patricio Manns, es posible que el centro cultural de Concón lleve su nombre.